# Cantón de Paimbœuf
El cantón de Paimbœuf era una división administrativa francesa, que estaba situada en el departamento de Loira Atlántico y la región de Países del Loira.

## Composición
El cantón estaba formado por tres comunas:
- Corsept
- Paimbœuf
- Saint-Brevin-les-Pins

## Supresión del cantón de Paimbœuf
En aplicación del Decreto n.º 2014-243 de 25 de febrero de 2014, el cantón de Paimbœuf fue suprimido el 22 de marzo de 2015 y sus 3 comunas pasaron a formar parte del nuevo cantón de Saint-Brevin-les-Pins .